# Imperia (Keulen)
| Imperia 500 H Sport uit 1929 |

Imperia is een Duits historisch merk van motorfietsen.
De bedrijfsnaam was: H.C. Becker & Co., Köln, later Köln-Kalker Maschinenfabrik, Imperia Fahrzeugwerk GmbH en Imperia Werk Aktiengesellschaft, Bad Godesberg am Rhein.
Begin jaren twintig ontstonden er in Duitsland honderden kleine motorfietsmerkjes, die meestal eigen frames maakten en inbouwmotoren van andere merken inkochten. Die merkjes waren zo klein, dat ze meestal alleen klanten in de eigen regio vonden en in 1925 sloten ruim 150 bedrijven de poorten weer.
Toen H.C. Becker in 1924 in Keulen begon met de productie van motorfietsen leek het moment slecht gekozen, maar Becker kocht zijn inbouwmotoren vooral in bij gerenommeerde buitenlandse bedrijven, zoals Blackburne en JAP in het Verenigd Koninkrijk en Motosacoche in Zwitserland. Daarmee bouwde hij sportmotoren van 249- tot 996 cc.
De fabriek werd overgenomen door de Schrödter familie in Bad Godesberg, waarna naast genoemde merken ook blokken van Villiers, Bark en Rudge-Python werden gebruikt. In 1934-1935 ontwikkelde de directeur Dr. Ing. Rolf Schrödter een 348cc-tweetakt-compressormotor en een 496cc-tweecilinder-tweetakt-boxermotor, die voor Schrödter bij Bark gebouwd werd. De hoge kosten voor de ontwikkeling van deze tweetakten betekenden waarschijnlijk het einde van het merk. Rond dezelfde tijd werd ook een sportwagen met een stermotor ontwikkeld, waarvan er waarschijnlijk minder dan 50 stuks gemaakt werden. Bij Imperia werden ook de motorfietsen voor Omnia gebouwd.